# ساموئل ماتته
ساموئل ماتته (انگلیسی: Samuel Matete؛ زادهٔ ۲۷ ژوئیهٔ ۱۹۶۸) دونده دو با مانع اهل زامبیا بود.